# Три цента США (медно-никелевая монета)
3 цента США — медно-никелевые монеты США номиналом в 3 цента, которые чеканились с 1865 по 1889 годы. За всё время было выпущено более 31 миллиона экземпляров.

## История
Предпосылкой выпуска медно-никелевой монеты номиналом в 3 цента были финансовые затруднения во время гражданской войны в США. Не имея достаточного количества серебра для чеканки монет было принято решение выпустить монету из медно-никелевого сплава, которая циркулировала бы наравне со своим серебряным аналогом.
Недостатком монеты был одинаковый диаметр с бо́льшим по номиналу серебряным даймом. В 1889 году выпуск 3-центовых монет был прекращён.

## Изображение

### Аверс
На аверсе монеты изображён бюст женщины, символизирующей Свободу. Вокруг неё полукругом идёт надпись «UNITED STATES OF AMERICA», а внизу обозначен год выпуска.

### Реверс
На реверсе монеты в центре венка из двух оливковых ветвей размещена римская цифра III.

## Тираж
| Год  | Отчеканено в Филадельфии |
| ---- | ------------------------ |
| 1865 | 11 382 000 (около 450)   |
| 1866 | 4 801 000 (около 725)    |
| 1867 | 3 915 000 (около 625)    |
| 1868 | 3 252 000 (около 600)    |
| 1869 | 1 604 000 (около 600)    |
| 1870 | 1 335 000 (около 1000)   |
| 1871 | 604 000 (около 960)      |
| 1872 | 862 000 (около 950)      |
| 1873 | 1 173 000 (около 1000)   |
| 1874 | 790 000 (около 700)      |
| 1875 | 228 000 (около 700)      |
| 1876 | 162 000 (около 1160)     |
| 1877 | (около 510)              |
| 1878 | (2350)                   |
| 1879 | 38 000 (3200)            |
| 1880 | 21 000 (3955)            |
| 1881 | 1 077 000 (3575)         |
| 1882 | 22 200 (3100)            |
| 1883 | 4 000 (6609)             |
| 1884 | 1 700 (3942)             |
| 1885 | 1 000 (3 790)            |
| 1886 | (4 290)                  |
| 1887 | 5 000 (2 960)            |
| 1888 | 36 500 (4 482)           |
| 1889 | 18 125 (3 436)           |

(в скобках обозначено количество монет качества пруф)
Суммарный тираж монеты составляет более 31 миллиона экземпляров.